# Eingangswiderstand
Der Eingangswiderstand {\displaystyle R_{\mathrm {a} }}, auch Außenwiderstand, Abschlusswiderstand oder Bürdenwiderstand, ist eine Eigenschaft von Eingängen elektrischer Geräte. Er belastet das Gerät, das an diesen Eingang eine Spannung anlegt.

Innen- und Außenwiderstand eines elektrischen Geräts

Das speisende Gerät hat einen Quellwiderstand (Quellimpedanz) {\displaystyle R_{\mathrm {i} }}, der üblicherweise bei Spannungsanpassung viel kleiner als der Eingangswiderstand {\displaystyle R_{\mathrm {a} }} des gespeisten Gerätes ist: {\displaystyle R_{\mathrm {i} }\ll R_{\mathrm {a} }}.
Für Gleichspannungen, besonders aber für Wechsel- und Signalspannungen und hier insbesondere bei Hochfrequenz gilt bei Leistungsanpassung, dass Ausgangswiderstand und Eingangswiderstand den gleichen Wert haben – Impedanzanpassung: {\displaystyle R_{\mathrm {i} }=R_{\mathrm {a} }}.
Mit Abschlusswiderstand (auch Ersatzlast, Dummy-load oder kurz Abschluss genannt) wird auch die technische Ausführung (meistens in Form eines Steckers) eines hochfrequenz-tauglichen Widerstands bezeichnet, der z. B. für Messzwecke oder zur Vermeidung von Reflexionen als Last an eine Signalquelle oder Leitung angeschlossen wird. Für den Test von Sendern werden Abschlusswiderstände mit entsprechend hoher Leistung benötigt („künstliche Antennen“). Solche Abschlusswiderstände müssen besonders induktionsarm aufgebaut sein, daher kommen nur ungewendelte Schichtwiderstände oder Massewiderstände zum Einsatz.
Beispiele

Die Impedanzen: hier Ra-Betrachtung

- Ein Oszilloskop hat üblicherweise den Eingangswiderstand 1 MΩ, um den Messpunkt (<< 1 MΩ) nur wenig zu belasten. Durch Vorschalten eines Tastkopfes kann dieser Eingangswiderstand auf 10 MΩ oder mehr erhöht werden; gleichzeitig wird damit der Einfluss der Messleitung reduziert.
- Spannungsmesser und Multimeter besitzen aus dem gleichen Grund möglichst hohe Eingangswiderstände; letztere besitzen meist einen Eingangswiderstand von 10 MΩ.
- Wird einem hochfrequenztechnischen Gerät ein Signal per Kabel (z. B. LAN, Funksender und -empfänger) zugeführt, muss dieses einen zur Kabelimpedanz passenden Eingangswiderstand (oft 50 Ω) besitzen, um Impulsreflexionen zu vermeiden (siehe angepasste Leitung). Den Eingangswiderstand von Antennen bezeichnet man als Fußpunktwiderstand.
- Eingangswiderstände sind immer „passiv“, während Ausgangswiderstände überwiegend „aktiv“ sind, wie man hier in der Abbildung deutlich erkennt. Einen passiven Eingang kann man nicht „kurzschließen“; kurzgeschlossene Quellen dienen lediglich als Modell. Der Innenwiderstand Ri, Ausgangswiderstand oder Quellwiderstand kann auch passiv sein, beispielsweise bei Dämpfungs- und Impedanzanpassungsgliedern.
- Oft wird der Last-, Außen- bzw. Eingangswiderstand mit {\displaystyle R_{\mathrm {e} }} und der Quell-, Innen- bzw. Ausgangswiderstand mit {\displaystyle R_{\mathrm {a} }} bezeichnet, woraus sich immer Missverständnisse ergeben, weil Außenwiderstand (Last) nicht Ausgangswiderstand (Quelle) sein kann. Die Bezeichnungen {\displaystyle R_{\mathrm {e} }} und {\displaystyle R_{\mathrm {a} }} sind zu vermeiden, weil {\displaystyle R_{\mathrm {a} }} nur der Außen-, Last- bzw. Eingangswiderstand sein kann.
- Bei Tonregieanlagen nach IRT-Pflichtenheft 3/5 (1989) hat {\displaystyle R_{\mathrm {a} }} (Eingangsscheinwiderstand) von Normalpegeleingängen innerhalb des gesamten Frequenzbereichs (40 Hz bis 15 kHz) größer als 5 kΩ zu sein. Bei Mikrofonverstärker-Eingängen soll {\displaystyle R_{\mathrm {a} }} (Eingangsimpedanz) größer als 1 kΩ sein. Die Abweichungen sollen im gesamten Frequenzbereich unter 20 % bleiben.
- Ein Endverstärker sollte eine möglichst geringe Quellimpedanz (< 0,1 Ω) besitzen, um den Lautsprecher mit einer Nenn-Lastimpedanz von z. B. 4 oder 8 Ω möglichst gut zu bedämpfen; siehe Dämpfungsfaktor.

Bei Wechselstrom ist der Eingangswiderstand häufig ein komplexer Widerstand, der auch induktive und kapazitive Anteile enthält. Komplexe Widerstände nennt man Impedanzen.
Ein- und Ausgangswiderstände müssen nicht zwingend durch reale Widerstände repräsentiert werden, sondern können sich aus dem Verhalten (Impedanz) einer komplexen aktiven oder passiven Schaltung ergeben.
Bei Operationsverstärker-Ausgängen wird der Abschlusswiderstand oft durch einen passiven Widerstand festgelegt – der Operationsverstärker selbst hat meist einen zu geringen Quellwiderstand beziehungsweise darf nicht zu stark belastet werden, um wie berechnet zu funktionieren.
Den Wert für einen Lastwiderstand Ra sollte man nicht mit einem Ohmmeter messen, sondern nur indirekt bestimmen.

## Die Impedanzen und ihre unterschiedlichen Namen
| {\displaystyle R_{\mathrm {i} }} | {\displaystyle R_{\mathrm {a} }} |
| Innenwiderstand                  | Außenwiderstand                  |
| Quellwiderstand                  | Lastwiderstand                   |
| Ausgangswiderstand               | Eingangswiderstand               |
| –                                | Abschlusswiderstand              |
| –                                | Bürdenwiderstand                 |
| -------------------------------- | -------------------------------- |